# Reynier Batista
Reynier Batista Morales (Puerto Padre, 20 de diciembre de 1985) es un narrador y comentarista deportivo cubano reconocido por su trabajo en radio y televisión.

## Trayectoria
Reynier Batista es graduado de Licenciatura en Educación, específicamente de la especialidad de Enseñanza Primaria.
En la Universidad Pedagógica dio sus primeros pasos como radialista y posteriormente se gradúa del curso de habilitación de narradores deportivos de Radio Victoria, haciéndose un hueco como narrador habitual de las transmisiones de los Leñadores de Las Tunas en la Serie Nacional de Béisbol.
Desde el año 2012 comenzó a trabajar en La Habana, teniendo espacio en la emisora COCO y en el canal Tele Rebelde.
Actualmente comenta temas beisboleros en la Revista Cubavisión Deportes de Cubavisión Internacional y forma parte del staff del Bola Viva; programa célebre por liderar las polémicas sobre el béisbol dentro de la isla.
Ha colaborado con espacios digitales como Cubahora, Oncuba news y Deporcuba.com.
En 2020, durante la pandemia de coronavirus, Reynier Batista lanzó una serie virtual de béisbol en alianza con la plataforma Deporcuba.